# Poliméstor (hijo de Eginetes)
En la mitología griega, Poliméstor (en griego Πολυμήστωρ) era un rey de Arcadia, hijo y sucesor de Eginetes. Durante su reinado los lacedemonios, liderados por Carilo, conquistaron Tegea por primera vez. Poliméstor murió sin hijos, por lo que fue sucedido por su sobrino Ecmis
| Predecesor: Eginetes | Reyes de Arcadia | Sucesor: Ecmis |